# Élise Delanian
Élise Delanian née à Marseille le 10 août 1927 est morte pour la France le 22 août 1944 à l'âge de 17 ans lors de la libération de Marseille.

## Biographie
Cette jeune femme d'origine arménienne habite avec son père, Boghos Delanian, sa mère Amennouhie Masseredjian et ses deux frères et sœurs, 24 boulevard de Beaumont, dans le 12e arrondissement de Marseille.
Le 22 août 1944, lors de la Libération de Marseille, au cours de la Seconde Guerre mondiale, le général Joseph de Goislard de Montsabert s'approche du quartier de Beaumont. Un blockhaus allemand se trouve place Pasteur. Élise Delanian ravitaille en eau les soldats français qui combattent. Elle est fauchée sur la place, à l'âge de 17 ans, lors d'échanges de tirs. Elle est déclarée Morte pour la France.

## Postérité
Par délibération municipale du 22 décembre 1990, une voie est dénommée en son souvenir à Marseille à la demande de son frère le Docteur Louis Delanian. La plaque est inaugurée par le maire Robert Vigouroux. La rue se situe entre le boulevard de Beaumont et le boulevard des Fauvettes, dans les quartiers de Saint-Julien et de Beaumont (12e arrondissement), principal quartier arménien de la ville.